# Max Clouth

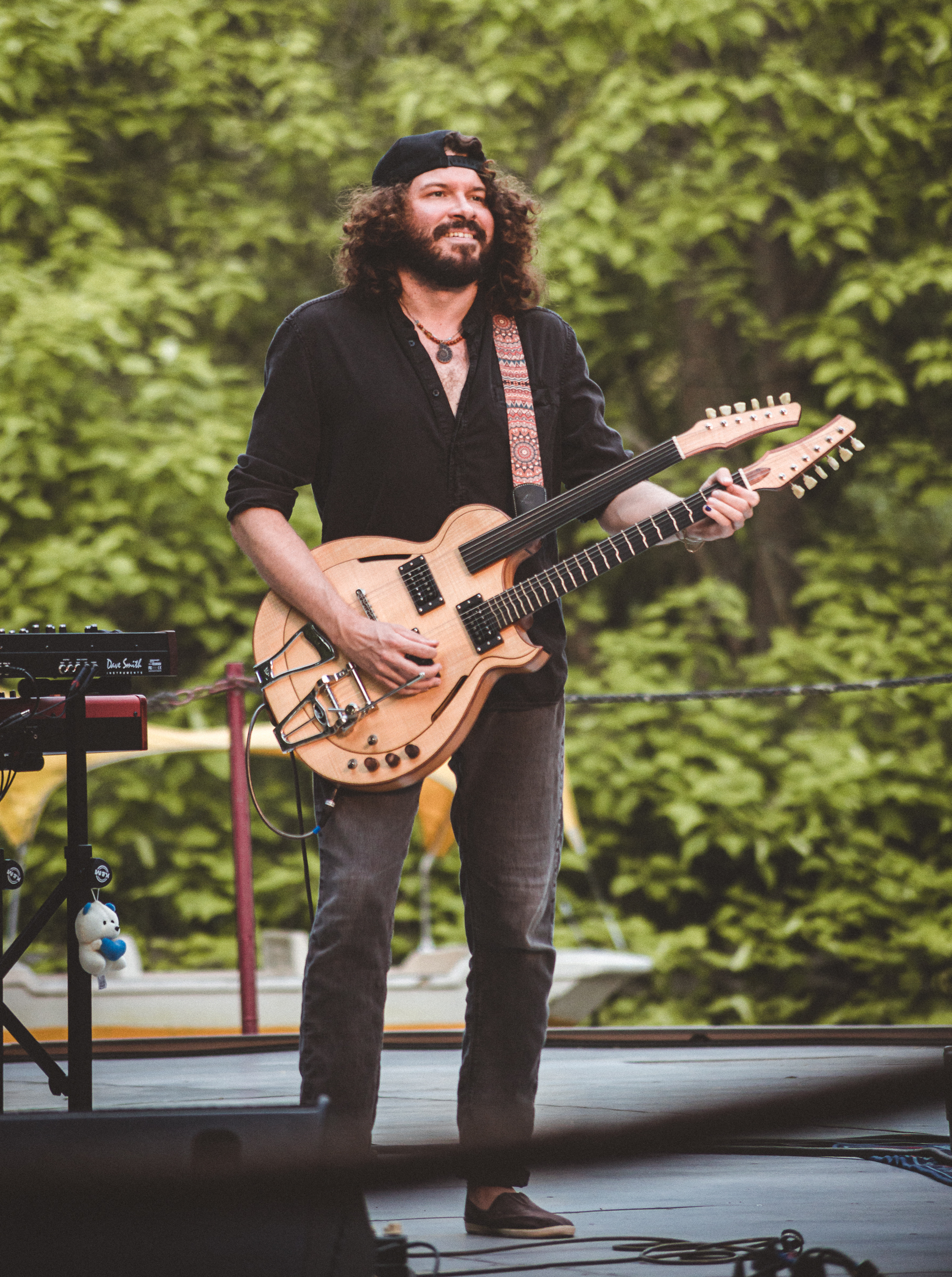
Max Clouth (2021, Seebühne Mannheim)

Max Clouth (* 1985 in Frankfurt am Main) ist ein deutscher Gitarrist (auch Sitar, Bouzouki, Komposition).

## Leben und Wirken
Clouth, der mit 12 Jahren zum ersten Mal ein Konzert mit indischer Musik hörte, studierte ab 2005 Jazzgitarre an der Hochschule für Musik Mainz bei Marc-Oliver Klenk und Norbert Scholly und ab 2008 an der Hochschule für Musik Carl Maria von Weber Dresden bei Ralf Beutler und Stephan Bormann. Anschließend nahm er zwischen 2009 und 2012 Unterricht bei Pandit Nayan Ghosh an der Sangit Mahabharati Music School Mumbai und bei Guitar Prasanna an der Swarnabhoomi Academy of Music. Er trat mit Torsten de Winkel, Georg Boeßner, Arto Tuncboyaciyan, Embryo, Amit Trivedi, Arijit Singh und Valeria Maurer auf.
Seine von ihm selbst mit dem Instrumentenbauer Philipp Neumann entwickelte, oben bundlose und unten mit Bünden und Resonanzsaiten versehene akustische Doppelhalsgitarre orientiert sich an orientalischen und indischen Lauten wie Oud oder Sarod. Mit seinem Quartett Max Clouth Clan hat er unter Rückgriff auf die Errungenschaften des Mahavishnu Orchestra den Musikstil Indian Jazz Guitar entwickelt, bei dem auch beim Spiel von Gitarre, Kontrabass und Schlagzeug indische Techniken aufgenommen werden.
2011 veröffentlichte Clouth sein selbstproduziertes Soloalbum Guitar; die Times of India lobte es als „great fusion“ und „Western music with an Indian vibe“. Return Flight hieß das zweite Album von Max Clouth, das er mit seinem Clan und indischen Musikern einspielte; 2018 folgte Kamaloka (ein Begriff aus dem Sanskrit, wörtlich übersetzt „Ort der Begierde“), bei dem zwei indische Sängerinnen, ein Tabla-Spieler und drei Streicher die Quartettbesetzung ergänzen.
2019 erschien die LP Studiokonzert mit akustischen Versionen der Stücke von Return Flight und Kamaloka. Live in den Bauer Studios aufgenommen ist Clouth hier mit Kabuki am Modularsynthesizer sowie Geige und Cello zu hören. Zusammen mit dem Frankfurter Elektro-Künstler Dan Bay veröffentlichte Clouth 2020 die EP Voodoo Guitar. Im selben Jahr benannte sich Max Clouth Clan um in Ragawerk und legte eine EP mit einem aktuellen Live-Mitschnitt aus der Centralstation Darmstadt vor. Im April 2021 erschien die LP Lucifer Drowning in a Sea of Light, auf dem Clouth mit der Cellistin Sophie-Justine Herr und erneut mit Kabuki am Modularsynthesizer zu hören ist.
Clouth verfasste auch Filmmusiken, etwa für den Kurzspielfilm Freibadsinfonie (Regie: Sinje Köhler) und die Dokumentarfilme Masala Chai, Space Cleaners und Berlin to Bombay 2020 (Regie bei allen: Marco Hülser).

## Preise und Auszeichnungen
Clouth erhielt 2017 das Arbeitsstipendium Jazz der Stadt Frankfurt.
Seine Filmmusik zum Dokumentarfilm Bag Mohajer – Tasche des Flüchtlings (Regie: Adrian Oeser, 2016) war für den Deutschen Filmmusikpreis nominiert.

## Diskographische Hinweise
- Max Clouth Clan Return Flight (L+R/Bellaphon 2015, mit Jason Schneider, Shruti Ramani, T.L. Mazumdar, Hindol Deb, Christopher Herrmann, Tim Roth, Martin Standke, Michael Wahab, Ziya Tabassion)
- Max Clouth Clan Kamaloka (L+R/Bellaphon 2018, mit Varijashree Venugopal, Sriparna Nandi, Andrey Shabashev, Markus Wach, Martin Standke, Ishaan Ghosh, Olga Zaitseva-Herz, Ina Kleine-Wiskott, Leana Alkema sowie Jonathan Sell, Bernhard Schimpelsberger)
- Max Clouth Clan Lucifer Rising/Surrender to What Is (L+R/Bellaphon 2018, mit Varijashree Venugopal, Sarathy Korwar)
- Max Clouth Clan Studiokonzert (Neuklang 2019, mit Kabuki, Leana Alkema, Michael Makarov)
- Ragawerk Live (Bellaphon 2020, EP)
- Max Clouth, Kabuki, Sophie-Justine Herr: Lucifer Drowning in a Sea of Light (Neuklang 2021)[7]
- Max Clouth:  Entelecheia (L+R/Bellaphon 2024)